# 19. Golden Globe-gála
A 19. Golden Globe-gálára 1962. március 5-én került sor, az 1961-ben mozikba, vagy képernyőkre került amerikai filmeket, illetve televíziós sorozatokat díjazó rendezvényt a kaliforniai Beverly Hillsben, a Beverly Hilton Hotelben tartották meg.
A 19. Golden Globe-gálán Judy Garland vehette át a Cecil B. DeMille-életműdíjat.

## Filmes díjak
A nyertesek félkövérrel jelölve.
| Legjobb filmes díjak | Legjobb filmes díjak |
| Legjobb filmdráma | Legjobb vígjáték |
| --- | --- |
| - Navarone ágyúi - El Cid - Fanny - Ítélet Nürnbergben - Ragyogás a fűben | - Egyöntetű többség - Álom luxuskivitelben - Egy, kettő, három - Apád-anyád idejöjjön - Egy maroknyi csoda                                                                       |
| Legjobb zenés film | |
| - West Side Story - Irány játékország - Lótusz | |
| Legjobb filmes alakítások (filmdráma) | |
| Színész | Színésznő |
| - Maximilian Schell – Ítélet Nürnbergben - Warren Beatty – Ragyogás a fűben - Maurice Chevalier – Fanny - Paul Newman – A svindler - Sidney Poitier – A napfény nem eladó                            | - Geraldine Page – Summer and Smoke - Leslie Caron – Fanny - Shirley MacLaine – A gyerekek órája - Claudia McNeil – A napfény nem eladó - Natalie Wood – Ragyogás a fűben        |
| Legjobb filmes alakítások (vígjáték vagy zenés film) | |
| Színész | Színésznő |
| - Glenn Ford – Egy maroknyi csoda - Fred Astaire – The Pleasure of His Company - Richard Beymer – West Side Story - Bob Hope – Agglegény a paradicsomban - Fred MacMurray – A szórakozott professzor | - Rosalind Russell – Egyöntetű többség - Bette Davis – Egy maroknyi csoda - Audrey Hepburn – Álom luxuskivitelben - Hayley Mills – Apád-anyád idejöjjön - Miyoshi Umeki – Lótusz |
| Legjobb mellékszereplők (filmdráma, vígjáték vagy zenés film) | |
| Színész | Színésznő |
| - George Chakiris – West Side Story - Montgomery Clift – Ítélet Nürnbergben - Jackie Gleason – A svindler - Tony Randall – Jer vissza, szerelmem! - George C. Scott – A svindler                     | - Rita Moreno – West Side Story - Fay Bainter – A gyerekek órája - Judy Garland – Ítélet Nürnbergben - Lotte Lenya – Tavasz Rómában - Pamela Tiffin – Egy, kettő, három          |
| Az év felfedezettje | |
| Színész | Színésznő |
| - Warren Beatty - Richard Beymer - Bobby Darin - George C. Scott | - Ann-Margret - Jane Fonda - Christine Kaufmann - Pamela Tiffin - Cordula Trantow                                                                                                |
| Egyéb | |
| Legjobb rendező | Legjobb film a nemzeti összefogásban |
| - Stanley Kramer – Ítélet Nürnbergben - Anthony Mann – El Cid - Jerome Robbins, Robert Wise – West Side Story - J. Lee Thompson – Navarone ágyúi - William Wyler – A gyerekek órája                  | - Egyöntetű többség - Ítélet Nürnbergben - Híd a naphoz |
| Legjobb eredeti filmzene | Legjobb eredeti filmbetétdal |
| - Dimitri Tiomkin – Navarone ágyúi - Rózsa Miklós – El Cid - Harold Rome – Fanny - Rózsa Miklós – Királyok Királya - Elmer Bernstein – Summer and Smoke                                              | - „Town Without Pity” – Town Without Pity |
| Legjobb idegen nyelvű film | Silver Globe-díj |
| - Egy asszony meg a lánya – Olaszország - Der brave Soldat Schwejk – Nyugat-Németország - A fontos ember – Mexikó                                                                                    | - Der brave Soldat Schwejk - A fontos ember |
| Henriatta-díj | |
| - Charlton Heston - Marilyn Monroe | |

## Televíziós díjak
A nyertesek félkövérrel jelölve.
| Legjobb televíziós sorozat             | Legjobb televíziós sorozat |
| -------------------------------------- | -------------------------- |
| - What's My Line? - My Three Sons      |                            |
| Legjobb alakítás televíziós sorozatban |                            |
| Színész                                | Színésznő                  |
| - Bob Newhart - John Daly              | - Pauline Frederick        |

## Különdíjak

### Cecil B. DeMille-életműdíj
A Cecil B. DeMille-életműdíjat Judy Garland vehette át.

### Samuel Goldwyn-díj
- A jel

### Különleges érdemdíj
Samuel Bronston – El Cid

### Különleges érdemdíj újságíróknak
- Army Archerd (Daily Variety)
- Mike Connolly (The Hollywood Reporter)

## Fordítás
Ez a szócikk részben vagy egészben  a(z)   19th Golden Globe Awards című angol Wikipédia-szócikk fordításán alapul.  Az eredeti cikk szerkesztőit annak laptörténete sorolja fel. Ez a jelzés csupán a megfogalmazás eredetét és a szerzői jogokat jelzi, nem szolgál a cikkben szereplő információk forrásmegjelöléseként.